# Mutts
Mutts is een stripverhaal van Patrick McDonnell.
Het beschrijft het leven gezien door de ogen van een kat en een hond.

## Karakters
- Moes (Mooch), de kat
- Errel (Earl), de hond
- Ozzie, baasje van Errel
- Frank, baasje van Moes
- Millie, bazinnetje van Moes
- Woefie (Woofie)

De strip Mutts verscheen eind jaren 90 van de twintigste eeuw elke dag in Het Parool.

## Boeken in het Nederlands
- Mutts, 1999, uitgegeven door Big Balloon. ISBN 90 5425 523 4 EAN 8 711854 200028[1]